# Bus Rapid Transit

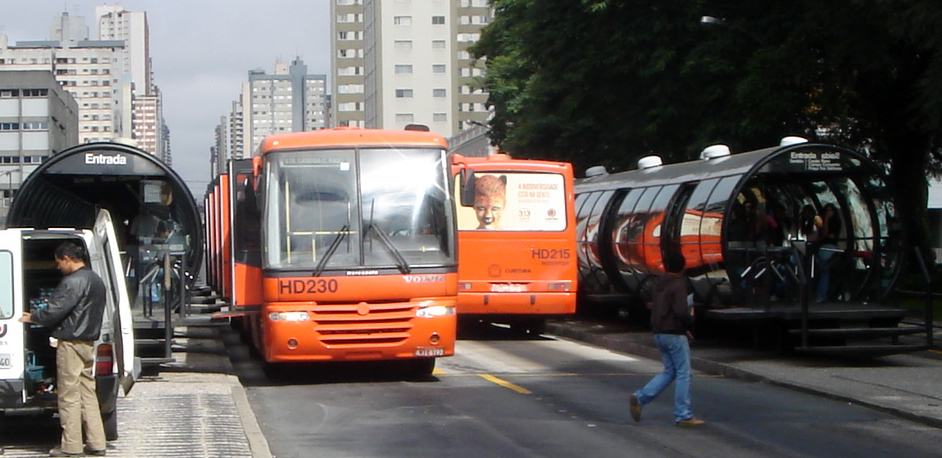
Rede Integrada de Transporte i Curitiba i Brasilien, med två Marcopolo Torino dubbelledbussar, på Volvo B10M-chassier, 2006

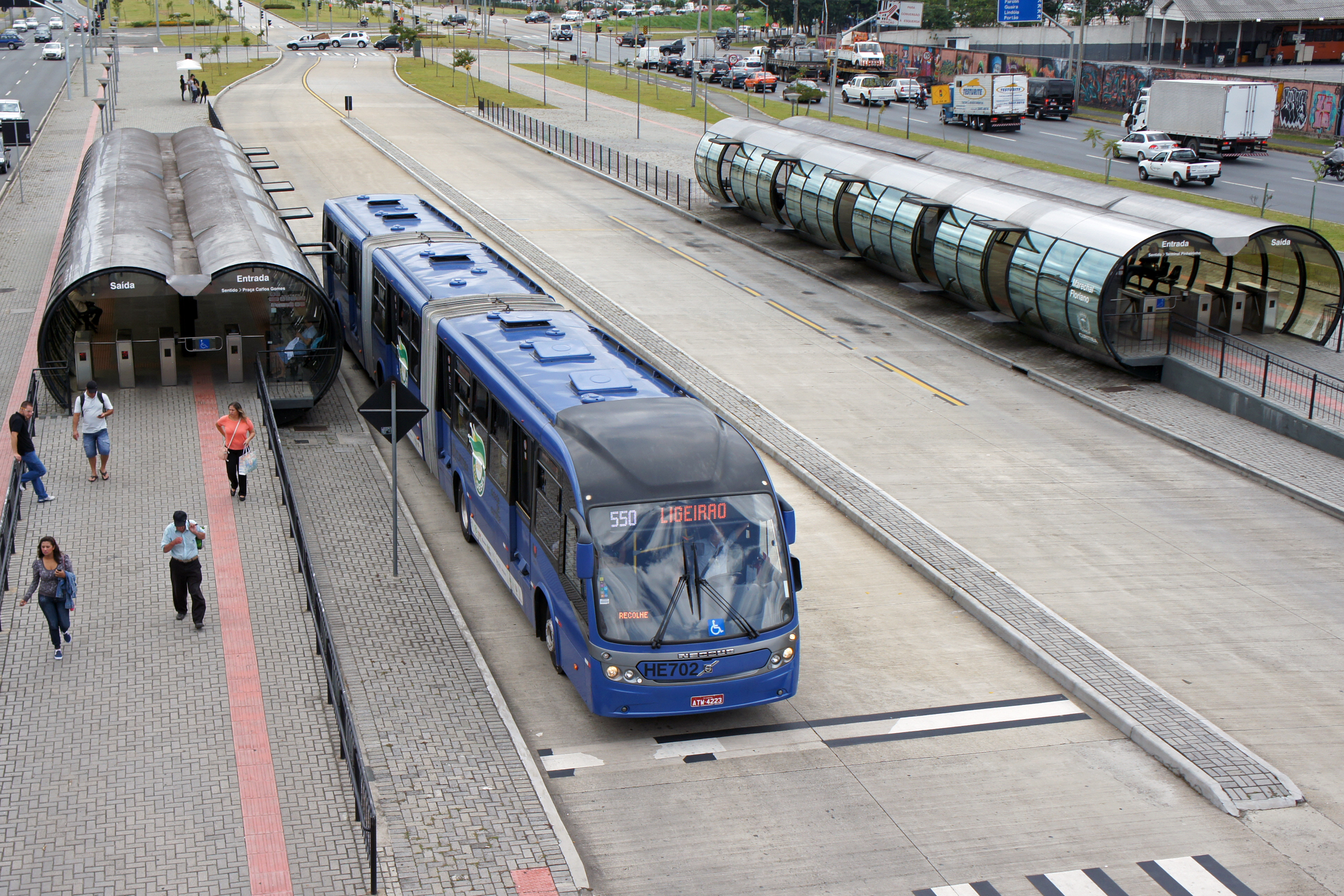
Tubstation i Curitiba med en 28 meter lång Neobus Mega-dubbelledbuss på Volvo B12M-chassi, 2013

Bus Rapid Transit (BRT) är benämningen på transportsystem med bussar, som ska åstadkomma snabb kollektivtransport med stora bussar med hög framkomlighet och stor passagerarkapacitet per timme.
Utvecklingen av stora BRT-system har framför allt skett i Sydamerika. Typiska avancerade BRT-system i Sydamerika har dubbelledbussar, separata bussfiler på stora infarts- och genomfartsleder samt enkla stationer med inpassering som på en tunnelbanestation. I hela världen finns vad som kan betecknas Bus Rapid Transit-system i drygt 200 stora städer. 
I Storbritannien introducerades 1971 ett första BRT-system med "Busway" i Runcorn, i full trafik på 22 kilometers längd 1980.
Sydamerikas första, och världens andra, BRT-system var Rede Integrada de Transporte i Curitiba i Brasilien och invigdes 1974. Det hade delvis inspirerats av det peruanska statliga transportföretaget Enatrus tidigare expressbusslinje i Lima. Många av de element som har kommit att ingå i BRT-konceptet var nyheter som föreslagits av den huvudansvarige borgmästaren i Curitiba och arkitekten Jaime Lerner. Nätet började med separata bussfiler i mitten på infartsvägarna. Fram till 1980-talet tillkom matarbusslinjer och tvärlinjer. År 1992 introducerades biljettköp och -kontroll i förhand på inhägnade stationer och in- och utpassage i jämnhöjd med bussgolvet från plattformar. Andra nyheter var längre stationer, som tillät flera bussar samtidigt samt omedelbar förtur vid trafikljus. I São Paulo infördes system med bussar som passerade förbi vissa stationer på särskilda omkörningsfiler.
År 1995 öppnade BRT-systemet i Quito i Ecuador, och 2000 det i Bogotá i Colombia.

## Sverige
Något fullskaligt BRT-system finns inte i Sverige, och är inte heller 2020 planerat. Delar av konceptet finns i Stockholm, Göteborg, Malmö och Karlstad. Sådana delar avser särskilda bussrutter, reserverade bussfiler eller användning av snabbussar och/eller längre bussar på vissa linjer.

## Bildgalleri

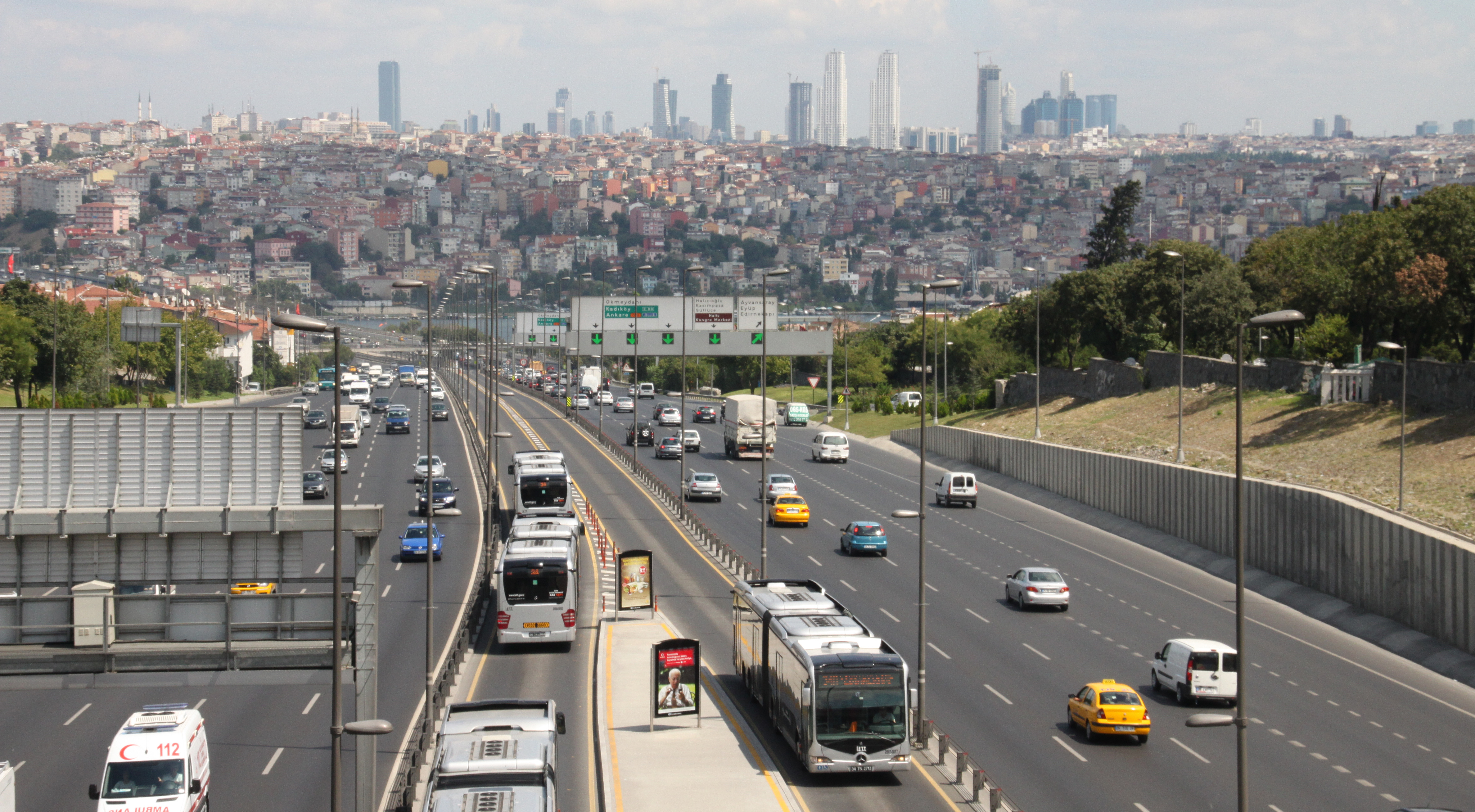
Metrobus i Istanbul i Turkiet, 2010
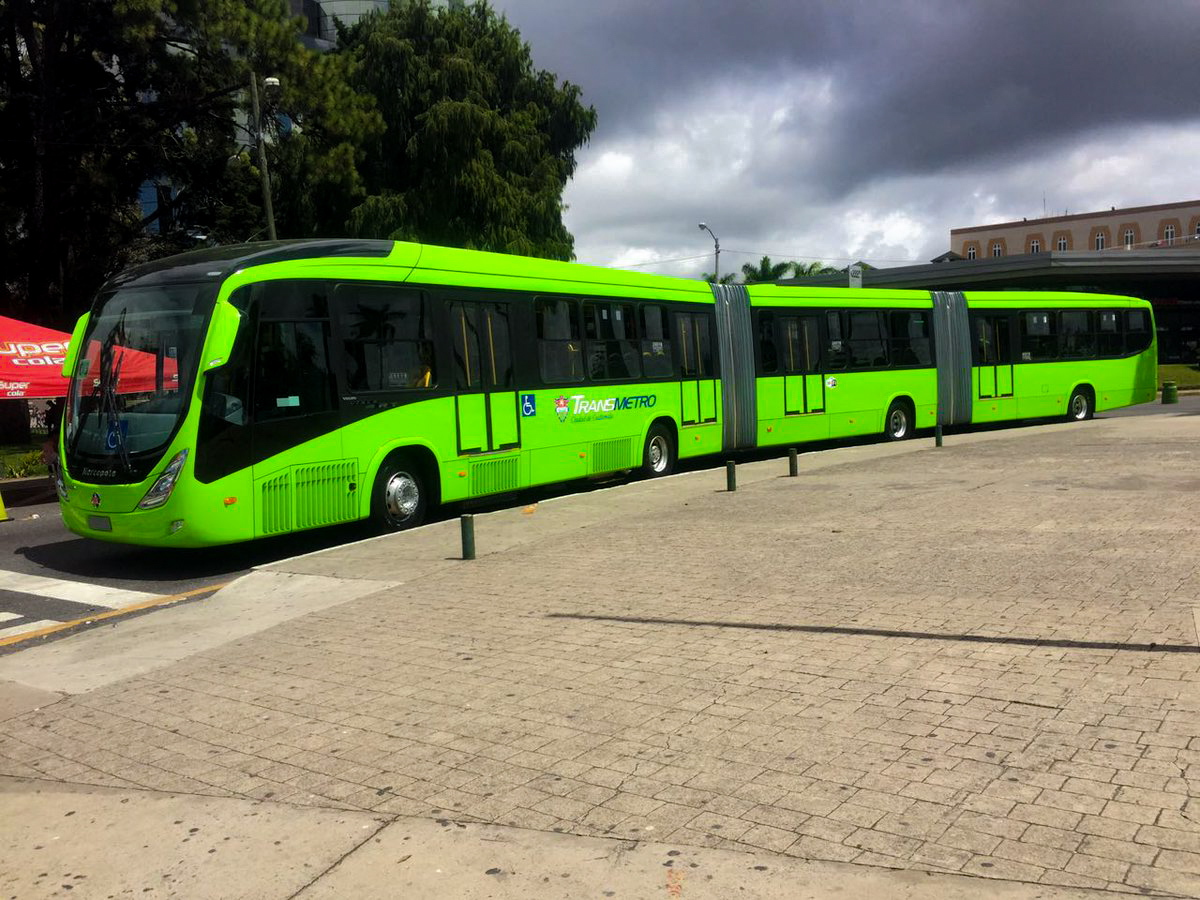
30 meter lång Marcopolo dubbelledbuss för Transmetro i Guatemala City på Volvo-chassi, 2019
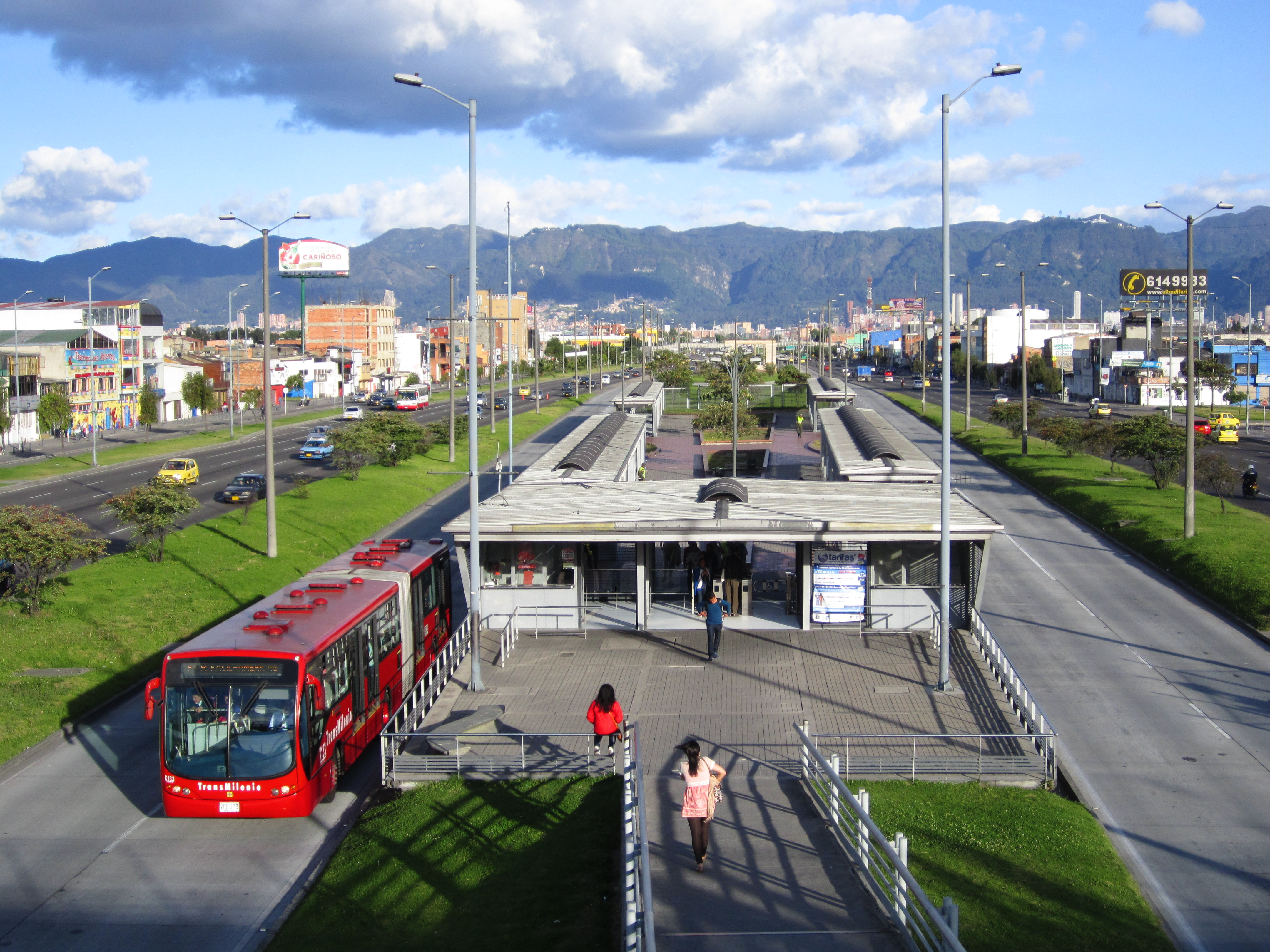
Busscar Ônibus Urbanuss Pluss-ledbuss för Transmilenia på Avenida Américas i Bogotá i Colombia
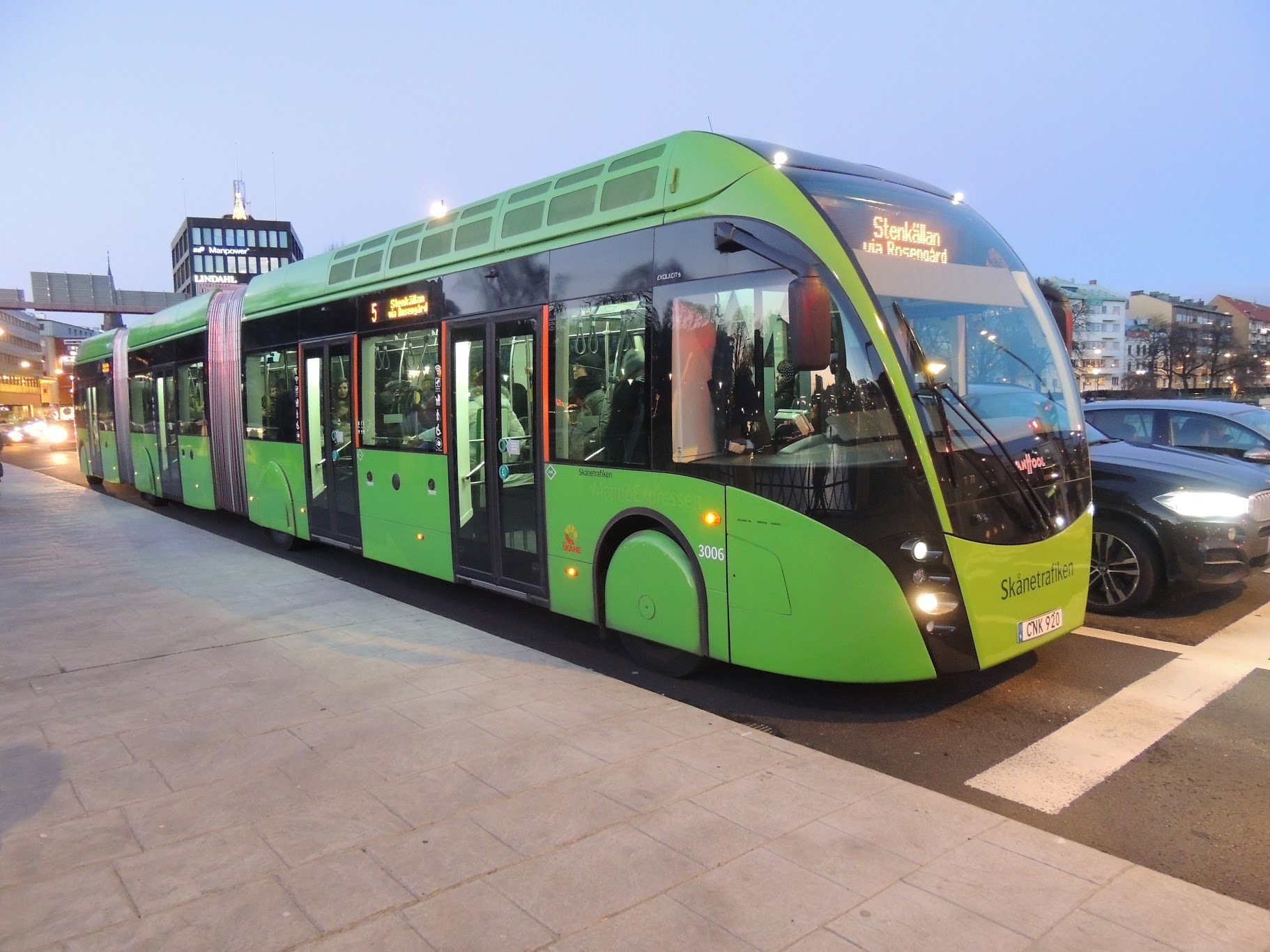
En Van Hool-dubbelledbuss, Malmöexpressen, i Malmö, 2018